# Bora (Wind)
Die Bora (griechisch μπόρα bόra, deutsch ‚kalter Windstoß, kalter Regenguss‘, von Boreas, wörtlich ‚der Nördliche‘; kroatisch Bura; slowenisch Burja) ist im Allgemeinen ein meteorologischer Begriff für kalte und böige Fallwinde, die an verschiedenen Küsten auftreten. Im Speziellen ist Bora der Name des zwischen Triest und der Drinmündung an der kroatischen und der montenegrinischen Adriaküste auftretenden orkanartigen Landwindes. Winde vom Bora-Typ gehören mit ihrer Häufigkeit und ihren hohen Durchschnittsgeschwindigkeiten zu den stärksten der Welt. Spitzengeschwindigkeiten einzelner Böen erreichen am Westfuß des Velebits Werte von bis zu 250 km/h.

## Etymologie

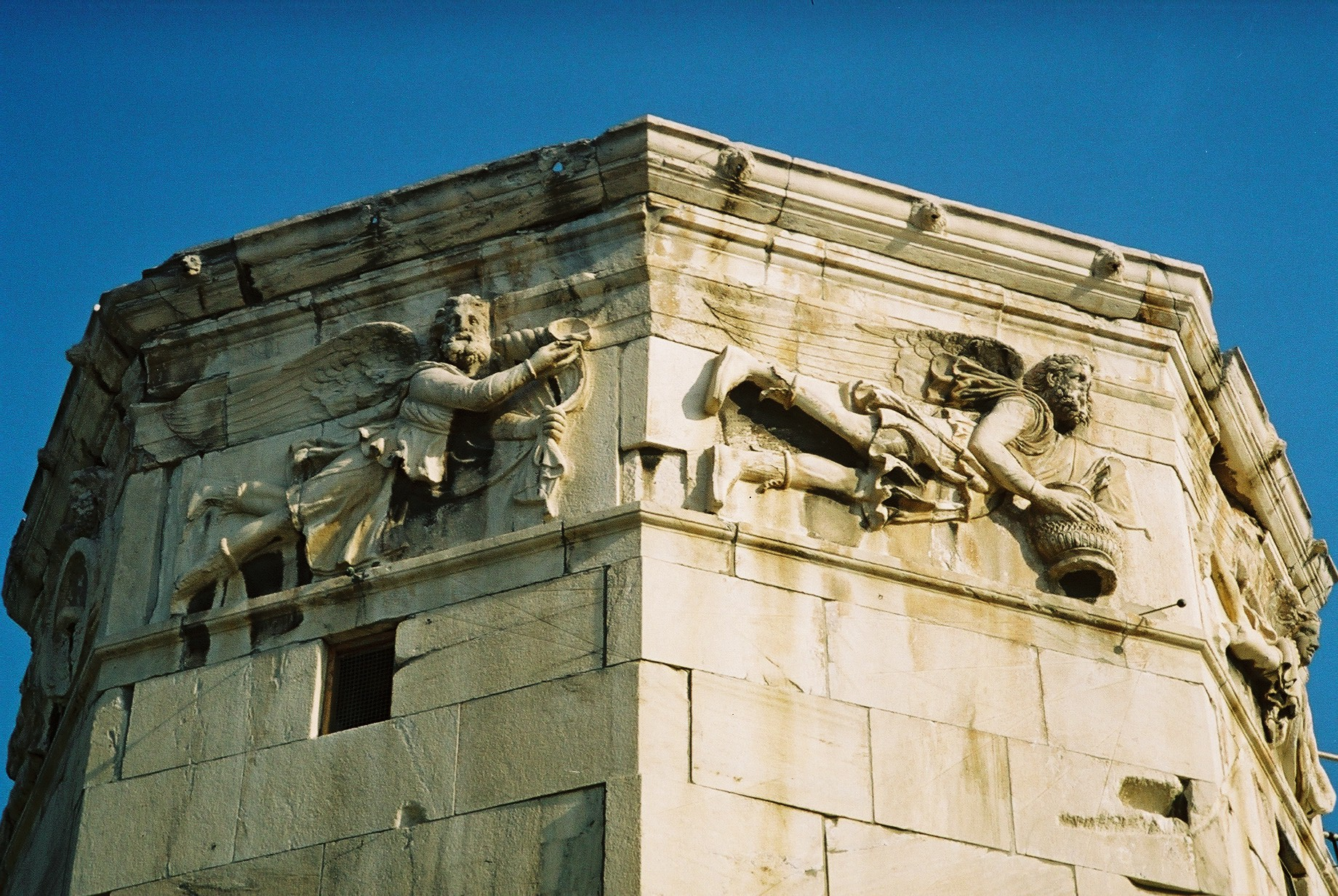
Der Turm der Winde in Athen,
links der Windgott Boreas dargestellt als alter Mann, der durch eine Muschel bläst.

Das Wort Bora leitet sich vom griechischen Boreas ab, dem Gott der Nordwinde. Da ein starker Nordwind die persische Flotte vor Athen vernichtete, war er hier Schutzpatron und wurde in einem eigenen Athener Tempel kultisch verehrt. Er galt als der mächtigste Windgott, weshalb er auch für den gefürchteten Orkanwind Bora Pate stand. Der Begriff bedeutete ursprünglich „Wind aus den Bergen“ und hat mit der Kälte des Fallwindes zu tun. So war die Bora lange Zeit der Prototyp katabatischer Winde.

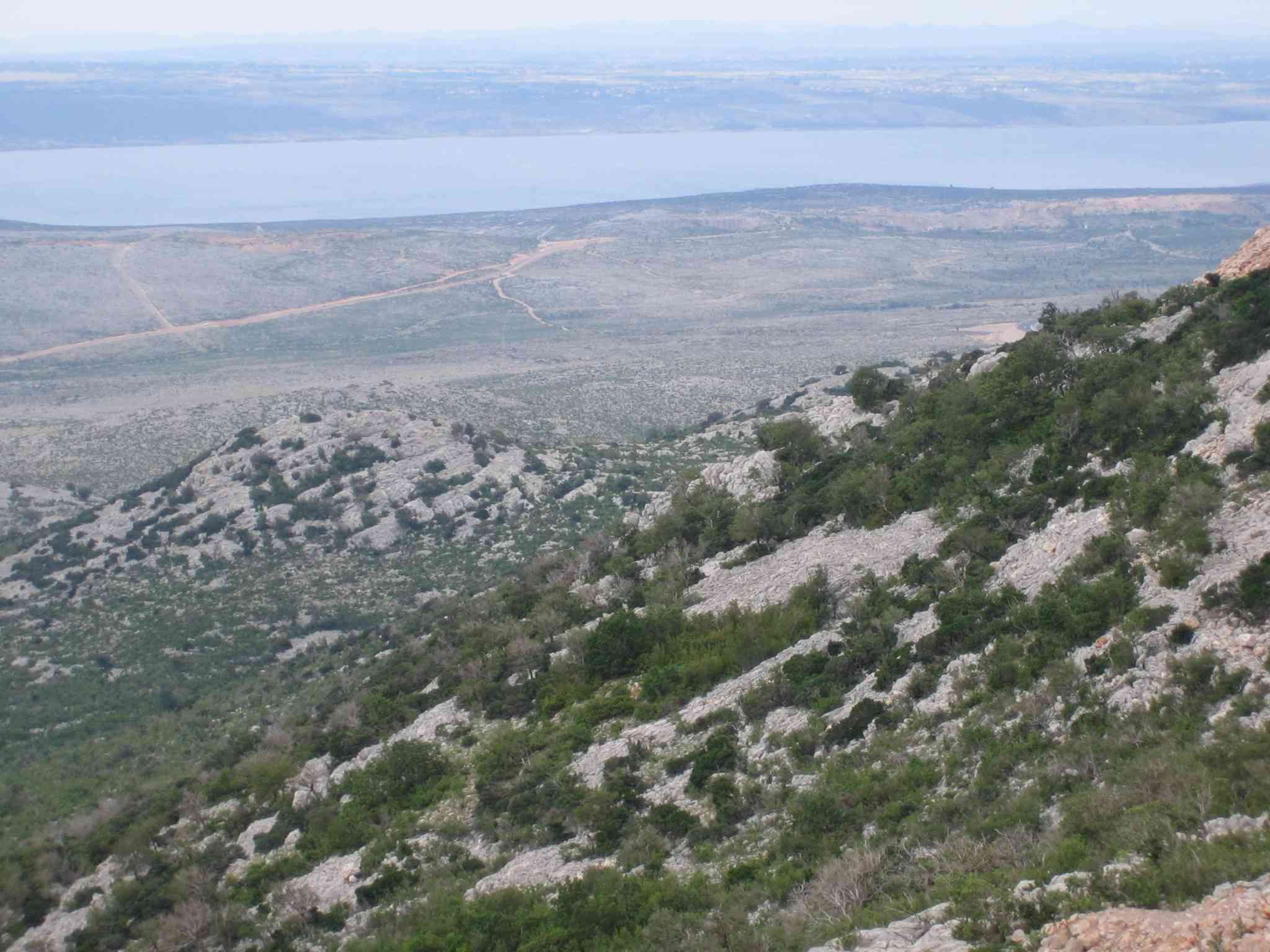
Von der Bora geprägte Karstlandschaft nahe dem Velebitmassiv

In Dalmatien sagt man: Auf der Dinara wird sie geboren, getauft wird sie in Makarska und in Senj heiratet sie. In Istrien sagt man dagegen: Die Bora kommt in Senj auf die Welt, herrscht in Rijeka und stirbt in Triest.

## Weitere Bora-Formen

### Bora scura
Die Bora scura ist in Italien eine Bora bei trüber Sicht. 

### Borino
Der Borino ist eine schwache Bora in der Gegend von Triest, während die heftigen Stöße der Bora dort Reffoli genannt werden. 

### Borasco
Ein Borasco ist heftiger Wind, meist von Gewittern begleitet, über dem Mittelmeer. 

### Levantera
Ein Levantera ist eine Bora, die in Istrien aus Richtung Osten kommt und bei bewölktem Wetter auftritt.

## Allgemeine Grundlagen
Bora-Winde gehen von einem aus dem Polargebiet nach Süden wandernden, starken Kaltluftausbruch hervor. Am Boden treten sie als nördliche oder nordöstliche Windströmungen zum adriatischen Küstengebiet hin in Erscheinung. Vom synoptischen Standpunkt ist die regionale Beschränkung durch die topographischen Bedingungen vorgegeben; (sub-)polare Kaltluft fließt über eine Gebirgsschwelle, bevor sie ein relativ warmes Meer erreicht. Erst aus dem Gebirgshindernis ergibt sich eine Beschleunigung der Luftmassen, die unterhalb 1000 m orkanartige Form annehmen. Als Randerscheinung des winterlichen Hochdruckgebiets über Zentralasien ist die makroklimatische Form des orkanartigen Kaltluftabflusses in der Gebirgsumrahmung des östlichen Adriabeckens in den Dinariden vorgegeben.
Der Bora verwandte Windtypen kommen auch an der russischen Schwarzmeerküste bei Noworossijsk, auf Nowaja Semlja, in Skandinavien und in der Kantō-Ebene Japans vor.

## Charakter
Die Bora ist sehr stürmisch und böig, wobei die Böen in Einzelfällen bis zu 250 km/h erreichen. Die Bora bläst vorwiegend im Winter. Im Sommer dauert sie einen Tag oder einige Stunden, während sie im Winter bis zu 14 Tage wehen kann. Vorherrschende Windrichtung ist aus Ost-Nordost. Die einschneidendste Wirkung erreicht die Bora, wenn sehr kalte Kontinentalluft oder gealterte Polarluft die Adria erreicht. Die kalte Luft über den Karsttälern Kroatiens stürzt dann als Fallwind durch die Gassen der Karstgebirge herunter. Trotz der trockenadiabatischen Erwärmung beim Herunterwehen wird der Wind als kalt empfunden, da die relative Höhe der litoralen Dinariden für eine spürbare Erwärmung zu niedrig ist (Velebit 1756 m, Biokovo 1762 m in Kroatien und der Orjen 1894 m in Montenegro) und die auch sonst relativ warme Luft des Mittelmeerraums von der sehr kalten Kontinental- oder gealterten Polarluft verdrängt wird.

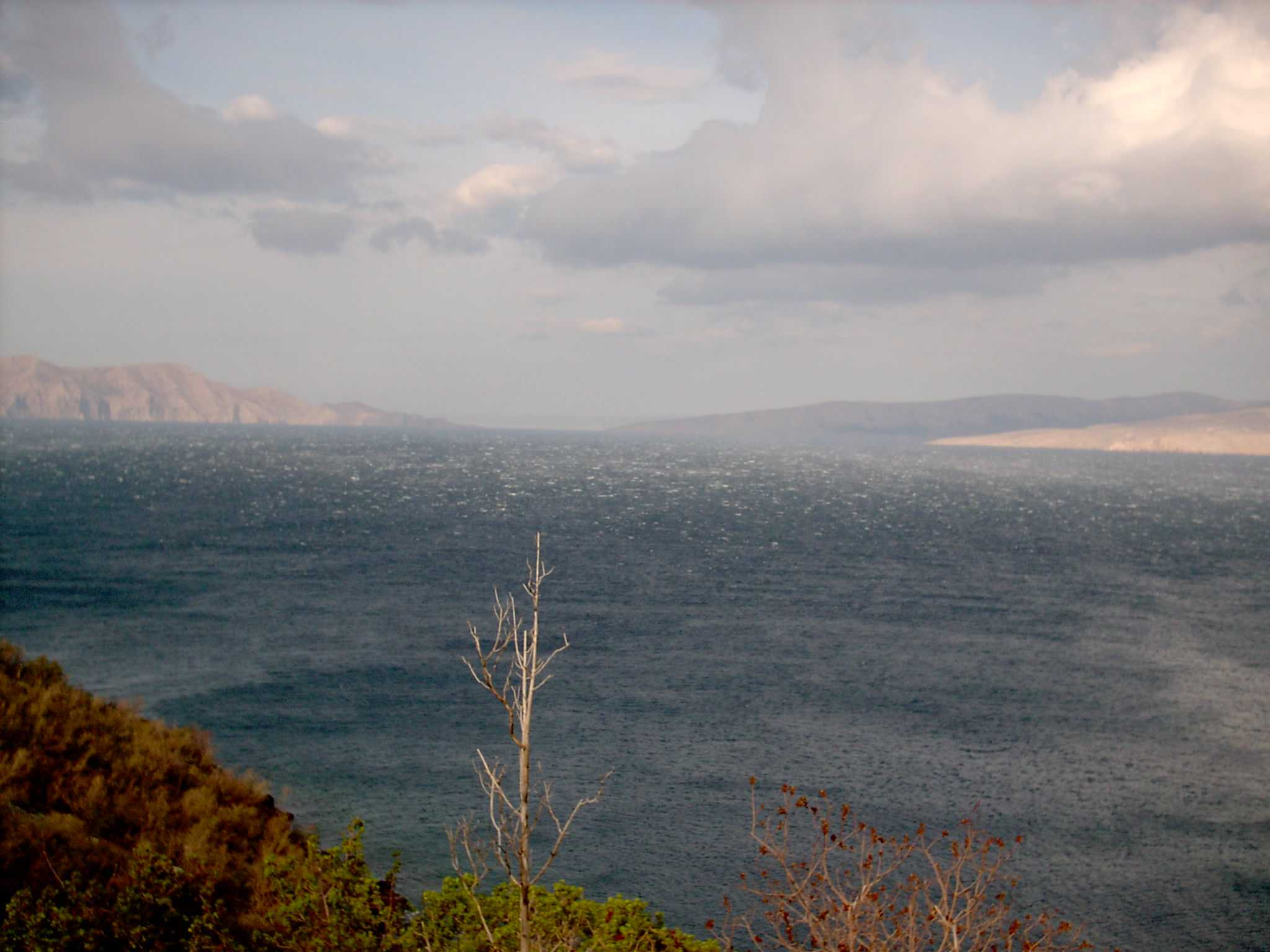
Bildung von vodena prašina (dt. Gischt) durch Bora-Böen

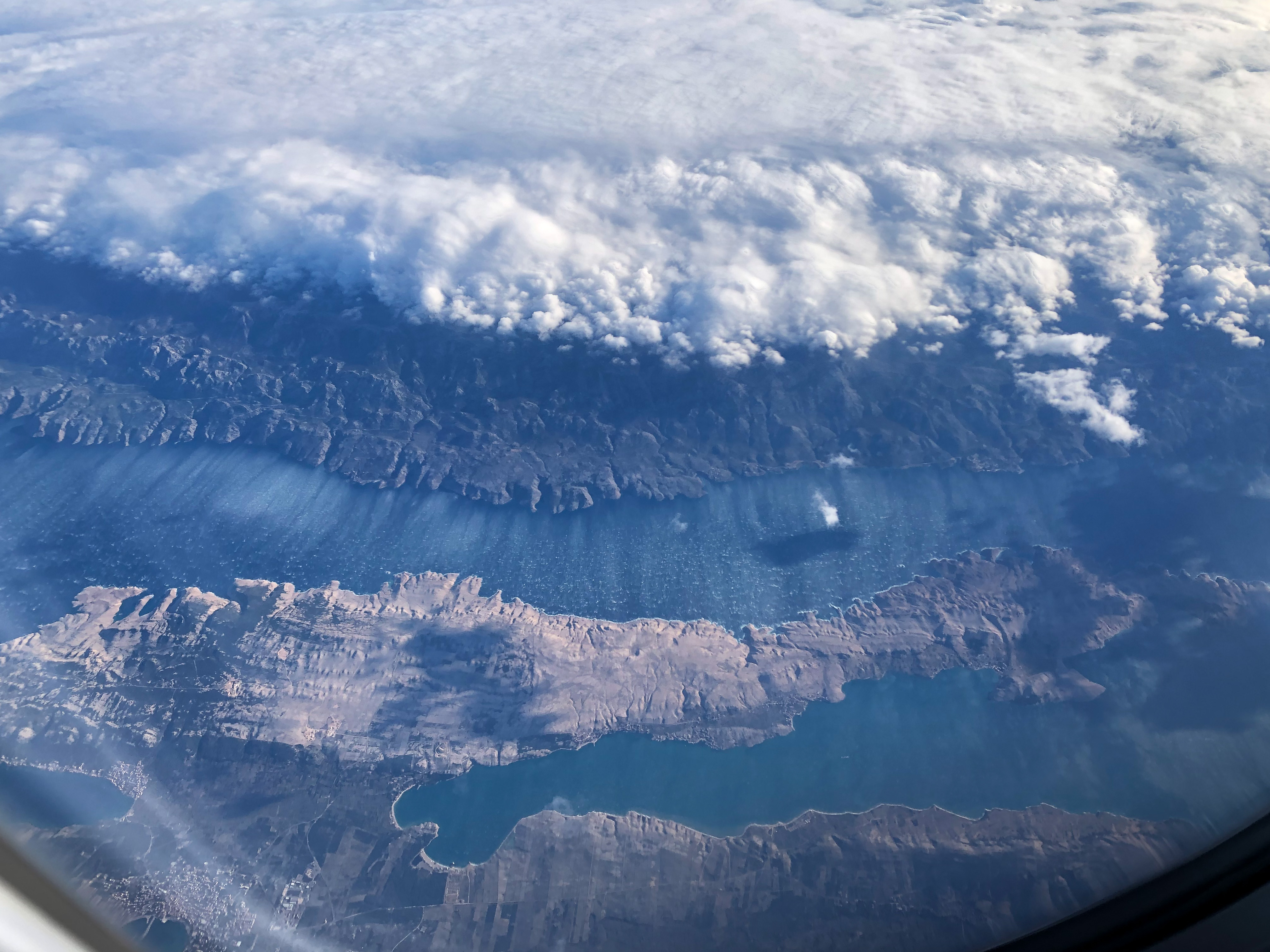
Weiße Streifen auf dem Meer als Folge der Bora-Winde, sichtbar aus einem Flugzeug nahe der kroatischen Stadt Novalja

Karl Marx entwarf 1856 ein (nicht gänzlich) zutreffendes Bild über die Bora:

„Der Bora, der große Störenfried dieses Meeres, erhebt sich stets ohne das kleinste Warnungszeichen; mit der Gewalt eines Tornados überfällt sie die Seeleute und gestattet nur dem Kühnsten, auf Deck zu bleiben. Manchmal tobt sie wochenlang und am heftigsten zwischen der Bucht von Cattaro und dem Südende von Istrien. Der Dalmatiner aber ist von Kindheit an gewöhnt, ihr zu trotzen, er wird hart unter ihrem Atem und verachtet die armseligen Winde anderer Meere.“

### Definition
Föhn und Bora sind die warmen bzw. kalten Fallwinde, die so ähnlich auch weltweit beobachtet werden können. Die Ähnlichkeit zum Föhn ist durch
1. Auftreten in relativ beschränkten Regionen im Lee eines Gebirges
2. eine Wolkenwand über dem Gebirgsgrat (Föhnwand, Kappa) und
3. einen Luftdruckunterschied zwischen Luv und Lee gegeben.

Im Unterschied zum Föhn besitzen die Bora-Winde einen abkühlenden Charakter, der zudem eine Küstenregion betrifft und meeresdynamisch wirksam wird. Außerdem sind Föhnwinde in der Regel kurzzeitige Phänomene, während lang anhaltendes Auftreten ein primäres Kennzeichen der Bora ist.
Zum Föhn ist eine strömungsdynamische Unterscheidung schwierig, da der Fallwindcharakter mit dem hydraulischen Sprung deutlich ausgeprägt ist (kein katabatischer Wind im engeren Sinn). Daher ist die Trennung vom Föhn aus klimatologischer Sicht problematisch.

Eine zweidimensionale hydraulische Theorie trifft insbesondere für die nordadriatische Bora zu, die mittel- und südadriatische Bora ist komplexer und nur mit der Gebirgswellen-Theorie erklärbar

Wendet man auf Föhn und Bora anstelle einer zweidimensionalen thermodynamischen Strömung ein dreidimensionales hydrodynamisches Konzept an (siehe Föhn), so sind physikalische Unterschiede nicht auszumachen. Sowohl die Gravitation als auch potenzielle Energie, die in kinetische Energie umgewandelt wird, sind essentiell. Trifft nämlich Luft auf eine Gebirgsregion, wird sie abgebremst und staut sich wie Wasser vor einem Damm an. Nach einer bestimmten Zeit fällt sie über niedrigere Gebiete auf die andere Seite des Gebirges. Dabei erhöht sich die kinetische Energie und am Grund der Leeseite taucht ein Wind auf. Je höher der Druckgradient zwischen Lee und Luv, umso ausgeprägter wird sich dabei ein Fallwind einstellen.
Über dem Gebirge stellt sich dabei ein bodennaher Jetstream (low-level jet stream, LLJ) ein, der unterhalb von 5 km entwickelt ist. Dieser ist ziemlich eng begrenzt und relativ stark. Im Falle der nordadriatischen Bora ist eine hydraulische zweidimensionale Theorie hinlänglich für die Erklärung der Fallwinde, komplizierter ist der Vorgang im Südadriatischen Raum, in dem die Gebirgswellen-Theorie als Erklärungsursache für die Bora mit einbezogen werden muss.

### Globale Verbreitung boragener Fallwinde

Die winterliche Kaltluft über Zentralasien kann über bestimmte Tröge in mildere Regionen abfließen, wenn Gebirge an diesen klimatischen Trögen existieren kommt es zum speziellen Typ des kalten Fallwindes.

In Höhe des 40. nördlichen Breitengrades bilden sich im Winter bei den Längengraden 20–40° Ost (Adria und Schwarzes Meer), 80° West (Great Plains) und 140° Ost (Japan) drei quasistationäre klimatische Tröge in der Troposphäre. Dies bedeutet, dass polare Kaltluft leicht in Gebiete westlich der Tröge nach Süden abfließen kann. Boraregionen sind daher in einem weiteren Kontext an diese Längengrade gebunden. Vom synoptischen Standpunkt ist die regionale Einengung durch die Topographie vorgegeben. Als Randerscheinung des Hochs über Zentralasien ist die makroklimatische Form des Luftabflusses mit einer Gebirgsumrahmung verbunden. Die Bora ist vor Dalmatien, dem Schwarzen Meer, auf Nowaja Semlja, in Skandinavien, im Golf von Mexiko und von der Kantō-Ebene Japans bekannt.

## Die Bora an der kroatischen Küste

### Typen der Bora
Für die dinarische Bora – wie auch für die boragenen Winde Nordamerikas – gilt, dass aufgrund einer Nord-Süd Orientierung der Gebirge (Dinariden, Kaskadenkette, Rocky Mountains) eine signifikante östliche Komponente über den synoptischen Gebirgswinden herrschen muss. Die Westströmung bleibt dabei jedoch über den östlich strömenden Fallwinden. Der abkühlende Effekt wird durch die hohe Windgeschwindigkeit und Böigkeit verstärkt. Über die adiabatische Erwärmungsrate kann die Temperatur zwischen Hoch- und Tieflagen errechnet werden, die eine Vorhersage möglich macht und bei Kulturen in subtropischen Klimaten notwendig ist.
Man unterscheidet zwischen zyklonaler Bora (bora scura ‚schwarze Bora‘) mit Druckabfall über dem Meer, die durch niedrige dunkle Wolken und reduzierte Sichtweite mit Regen und/oder Dunst gezeichnet ist, sowie antizyklonaler (mit Druckanstieg über dem Festland) Bora (bora chiara ‚weiße Bora‘), die bei klarem Himmel und guter Sicht auftritt. Über den Dinariden bildet sich eine Föhnwand nur während der weißen Bora. Sie dient Seeleuten als untrüglicher Hinweis, den schützenden Hafen anzulaufen. Die antizyklonale Bora ist an der Küste sehr intensiv, erstreckt sich aber nur über eine kurze Distanz auf See hinaus. Die kritische Geländeneigung für das Auftreten von Bora liegt bei 1:100.

### Entstehung
Die Bora ist an einen, aus dem Polargebiet wandernden, starken Kaltluftausbruch als nördliche oder nordöstliche Windströmungen zur adriatischen Küste über die Dinariden gebunden. Am Boden ist der horizontale Gradient der Lufttemperatur in Windrichtung 4 bis 5 °C pro 100 km, wobei die Temperatur des adriatischen Meeres um 4 bis 10 °C höher ist als die Lufttemperatur. Die Bora fließt vor allem über Gebirgspässe kräftig zur Küste. Bekannt sind Einfallstore bei Triest, in der Kvarner Bucht, im Velebit-Kanal (besonders berüchtigt bei Senj), in Šibenik, in Makarska und in Risan. Je kälter die anströmende Luft und je geringer die Gebirgshöhe, umso weniger spielt zudem eine adiabatische Erwärmung eine Rolle. Beim niedrigen Küstengebirge reicht die adiabatische Erwärmung daher auch nicht aus, um eine größere Temperaturerhöhung hervorzurufen.
Die besondere Stärke der Bora kann durch den Luftdruckgradienten sowie beim zyklonalen Fall durch die Größe des Tiefs erklärt werden. Ähnlich ist dies bei boragenen Winden in den Cascade Mountains im pazifischen Nordwesten.
Es ist keine Seltenheit, dass jedes Jahr Brücken oder Küstenstraßen zeitweise gesperrt (zum Teil wurden vom Wind bereits Reisebusse ins Meer geweht) oder Fährlinien eingestellt werden müssen. An der neuen Autobahn A1 Zagreb-Split werden derzeit in der Welt einzigartige Windbarrieren getestet.

## Aerologische Situation

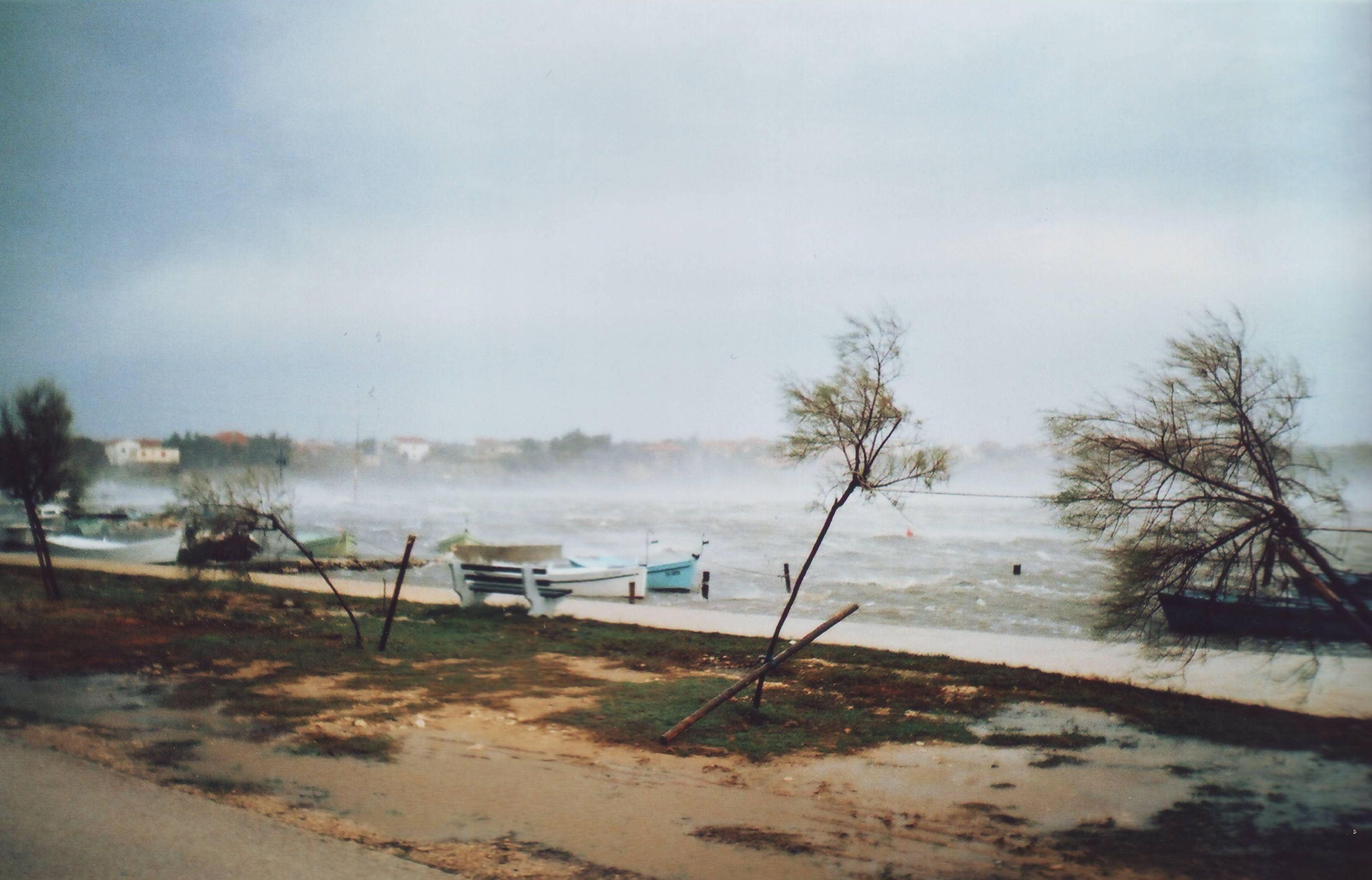
Heftige Bora (bei Nin)

Die aerologische Situation der Bora tritt insgesamt mit hoher Frequenz auf. Kennzeichen eines Boraereignisses sind:
- Windgeschwindigkeiten über 15 m/s im Winter
- Lufttemperaturen im Januar und Februar unter 0 °C
- eine interdiurne Temperaturvariabilität von mehr als −8 bis −10 °C
- relative Luftfeuchtigkeit bei antizyklonaler Bora unter 40 %
- höchste Windgeschwindigkeiten in der Nacht
- Dauer meist zwischen 12 und 20 h (in Ausnahmefällen von mehr als 10 Tagen)

Am Anfang der Bora ist ein plötzlicher Temperaturanstieg, mit anschließend deutlichem Abfall festzustellen. Während der Bora ist die relative Humidität bei antizyklonaler Situation sehr niedrig. Die Höhe der Boraströmung ist normalerweise unter 3000 m. Starke Bora dämmt tagsüber Seebrisen, nachts drängt der kalte Landwind warme Seewinde weit vor die Küste ab. Die stärkste Windgeschwindigkeit tritt in tiefen Schichten auf.
Maximalwerte wurden in Triest mit 231,5 km/h, Krk 69,0 m/s = 248,4 km/h, Split 174,6 km/h (29. Oktober 1994), Makarska 69,5 m/s = 250,2 km/h (26. Januar 1996) und Montenegro 42,9 m/s (5. Januar 1978) gemessen. Die Durchschnittsgeschwindigkeit der Bora vom 15. November 2004 betrug an der dalmatinischen Küste 33 m/s = 118,8 km/h, Spitzenböen verzeichneten 60 m/s.

## Wirkungen der Bora auf Mensch und Natur

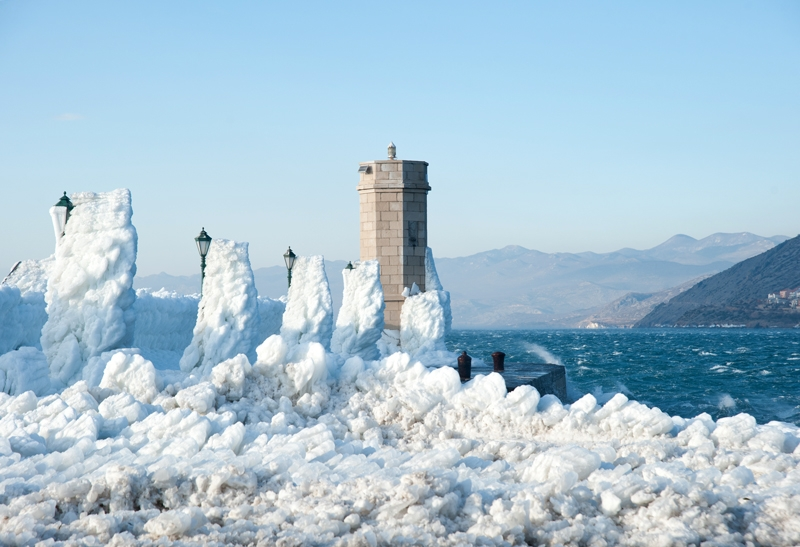
Winter-Bora in Senj.

Der Meteorologe Josef Wasmayer meinte hinsichtlich der Auswirkungen der Bora auf das Wohlbefinden der Menschen:

„Den Menschen macht die Bora frisch und bringt für ihn außer der als unangenehm empfundenen, oft schneidenden Kälte, keinerlei Beschwerden mit sich, wie dies etwa beim Föhn mit Kreislauf-, Herz-, Muskel-, und Gelenksbeschwerden, Nervosität und Niedergeschlagenheit und dergleichen, der Fall ist. Sie verursacht im Gegenteil Lebhaftigkeit, Unternehmungslust und freudige Stimmung. Sie regt die Menschen an und macht sie munter. Man sagt: "Die Bora bläst die schlechten Launen fort". Viele Kranke fühlen sich an Boratagen von ihren Leiden und Schmerzen befreit.“

Damit steht die Bora im Gegensatz zu den Winden Scirocco, Ostro und Libeccio, die als „Föhnkrankheiten“ bekannte Beschwerden hervorrufen.
Die Bora prägt die völlig kahlen Inseln Norddalmatiens, was die Entwaldung durch Römer und Venezianer und den Karstcharakter noch verstärkte. Die Bora wehte den bloßgelegten Boden davon und Regen wusch den Felsgrund aus. Neues Baumwachstum ist durch die mechanische Schädigung erschwert. Eine naturbedingte Wirkung bei der Versalzung der Böden durch Salzgischt ist ein sekundäres Resultat der Bora. Die Regeneration degradierter Flächen ist unter diesen Bedingungen kaum mehr möglich.
Für die Seefahrt war die Bora schon immer gefährlich. Der Seegang bei Bora ist zwar kurz, aber er erreicht eine beachtliche Höhe, die Wellenkämme werden dann zu Schaum gepeitscht, zerstäubt und in Dunstwolken (fumarea) fortgerissen. Die Höhe des Seegangs bei Borastürmen, wie am 14. November 2004 mit Spitzenböen von 60 m/s, nimmt mit der Entfernung von der Ostküste bedeutend zu. Vor den ersten Anzeichen einer Bora bleiben Seeleuten nur etwa 30 Minuten, um einen sicheren Ankerplatz anzulaufen.
Die Bora bringt Frost und Schneestürme. Vereinzelt kann es selbst an der Küste zu andauernder Schneedecke kommen, wenn, wie im Inneren der Bucht von Kotor, Winde diesen konservieren. Im Winter 1965 fielen zum Beispiel in Risan 93 cm Schnee und 1983 hielt sich hier eine Schneedecke 43 Tage (bei 19 Schneefalltagen).
Ein ausgeprägter Kontrast boragen geprägter Küste ist in der Kvarner Bucht und der Bucht von Kotor, zu beobachten. Kälteresistente Arten finden sich beispielsweise an Borahängen des Orjens, arten- und lianenreiche, subtropische Mischwälder, an geschützteren Hängen. Zusammenfassend sind die Regelmäßigkeiten in der vertikalen und horizontalen Gliederung der Vegetation im ganzen adriatischen Küstengebiet in allgemeiner Übereinstimmung mit den mediterranen Klimaverhältnissen zu sehen, während alle natürlichen Unregelmäßigkeiten und Abweichungen der charakteristischen Folge zumeist unter dem Einfluss des ökologischen Faktors der Bora stehen, also unmittelbare Reaktionen der Pflanzendecke auf die Bora darstellen.
Auf die Waldvegetation hat die Bora dabei die geringste Wirkung. Erst in offenen Vegetationstypen greift sie stärker syngenetisch ein. Studien auf der Insel Pag, dem Biokovo-Gebirge und Istrien zeigten eine enge Verbindung von Bora und Vegetation. Biozönosen auf den Inseln in der Kvarner-Bucht der Nordadria sind durch extreme Winderosion und die äußerst schüttere Bedeckung der Kliffe gekennzeichnet. Zudem sind durch die salzhaltige Gischt halophile endemische Gesellschaften entwickelt. Ausgesetzte Lagen werden durch Salzgischt und Vereisung geprägt. Hierauf entwickelte glazio-boreale Biozönosen der mediterranen Inseln zeugen von der Vehemenz des Klimafaktors Bora.
Auch in höheren Gebirgsstufen haben die Orkanwinde eine andersartige Pflanzengesellschaft als in alpinem Rahmen hervorgebracht, wie das Vorkommen einer kryomediterranen Stufe auf dem Orjen mit Vertretern irano-turanischer Dornpolsterformationen beweist. Von winterlichen Stürmen verfrachteter Schnee ermöglicht im Orjen darüber hinaus auch die Etablierung typischer Schneetälchengesellschaften mit kennzeichnenden Geophyten. Sehr exponierte und windausgesetzte Standorte, die in allen Höhenzonen von den herausragenden Gebirgsgipfeln bis hinab zur Meeresküste vorkommen, fördern viele spezifische Pflanzengesellschaften mit Auftreten von endemischen Arten wie der Orjen-Schwertlilie und Krim-Pfingstrose im Orjen.